# رجل العنزة البورتية
رجل العنزة البورتية (الاسم العلمي:Aegopodium burttii) هو نوع من النباتات يتبع جنس رجل العنزة من الفصيلة الخيمية.